# レオ・デフリース
レオダリス・デフリース（Leodalis De Vries, 2006年10月11日 - ）は、ドミニカ共和国アスア州アスア出身のプロ野球選手（内野手）。右投両打。MLBのアスレチックス傘下所属。

## 経歴

### プロ入りとパドレス傘下時代
2024年1月にアマチュア・フリーエージェントでサンディエゴ・パドレスと契約してプロ入り。傘下のA級エルシノア・ストームでプロデビューし、75試合に出場して打率.238、11本塁打、38打点を記録した。

### アスレチックス傘下時代
2025年7月31日にメイソン・ミラー、JP・シアーズとのトレードで、ヘンリー・バエズ、ブレイデン・ネット、エドゥアルニエル・ヌニェスと共にアスレチックスへ移籍した。